# Yoduro de hidrógeno
El yoduro de hidrógeno, de fórmula HI, es una molécula diatómica. En condiciones estándar es un gas incoloro. La disolución acuosa de yoduro de hidrógeno se conoce como ácido yodhídrico, y es un ácido fuerte. Ambos son interconvertibles. El HI es utilizado en la química orgánica e inorgánica como una de las principales fuentes de yodo y como agente reductor.

## Propiedades

### Como yoduro de hidrógeno
El yoduro de hidrógeno es un gas incoloro que reacciona con el dioxígeno para formar agua y diyodo. En aire húmedo, este se halla como una niebla (o humo) de ácido yodhídrico. Es excepcionalmente soluble en agua, dando como resultado ácido yodhídrico. Un litro de agua disuelve 425 litros de HI, y la disolución saturada tiene sólo cuatro moléculas de agua por molécula de HI.

### Como ácido yodhídrico

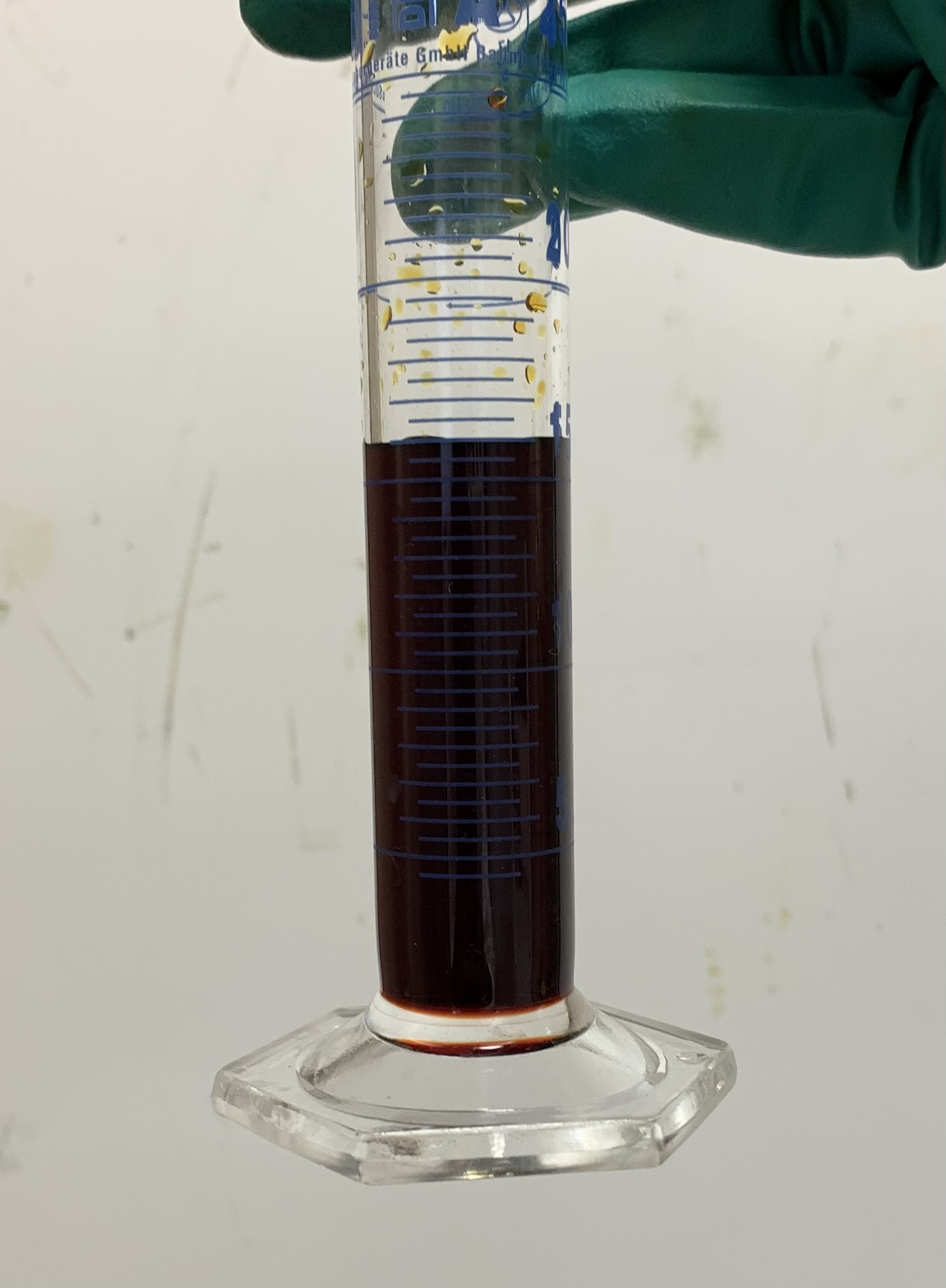
Una disolución oxidada de ácido yodhídrico.

El ácido yodhídrico es una mezcla formada con HI. La disolución forma un azeótropo de ebullición a 127 °C con 57 % de HI y 43 % de agua. Este ácido es uno de los más fuertes de todos los ácidos hidrácidos comunes, debido a la alta estabilidad de su base conjugada correspondiente. El ion yoduro es mucho mayor que los otros haluros comunes, por lo que la carga negativa se dispersa en un volumen mayor. Por el contrario, un ion cloruro es mucho menor, por lo cual, su carga negativa está más concentrada, llevando a una mayor interacción entre los protones y los iones cloruro. Esta débil interacción en el yoduro de hidrógeno facilita la disociación del protón desde el anión, y es la razón por la cual el HI es el ácido más fuerte de los dos o más, por lo tanto sería un dato especial donde se tendrá una discreción sobre los hidrógenos.

## Preparación
La preparación industrial de HI consiste en la reacción de I2 con hidrazina, que también produce gas dinitrógeno.
- 2I2 + N2H4 → 4HI + N2

Cuando se realiza en el agua, el HI debe ser destilado. El HI también puede ser destilado de una disolución de yoduro de sodio o algún otro yoduro alcalino en ácido fosfórico concentrado (tenga en cuenta que el ácido sulfúrico no funcionará para yoduros acidificantes, ya que este oxida el yoduro a diyodo elemental). Otra forma de prepararlo es por borboteo de vapor de sulfuro de hidrógeno a través de una disolución acuosa de diyodo, lo cual forma ácido yodhídrico (este es destilado) y azufre (que es filtrado).
- H2S + I2 → 2HI + S

Además, el HI puede ser preparado por la simple combinación de H2 y I2. Este método es usualmente empleado para generar muestras de alta pureza.
- H2 + I2 → 2HI

Durante muchos años, esta reacción fue considerada como una reacción bimolecular simple entre moléculas de H2 y I2. Sin embargo, cuando una mezcla de los gases es irradiada con la longitud de onda de la luz igual a la energía de disociación de I2, alrededor de 578 nm, el ritmo aumenta de manera significativa. Esto apoya un mecanismo por el cual el I2 se disocia en 2 átomos de yodo, adhiriéndose cada uno de ellos a un lado de la molécula de H2 y rompiendo el enlace entre los átomos de hidrógeno (H-H):
- H2 + I2 + 578 nm de radiación → H2 + 2I → I — — — H — — — H — — — I → 2HI

En el laboratorio, otro método consiste en la hidrólisis del triyoduro de fósforo (PI3), el diyodo equivalente de tribromuro de fósforo (PBr3). En este método, el I2 reacciona con el fósforo para crear triyoduro de fósforo, que reacciona con el agua formando HI y ácido fosforoso (H3PO3).
- 3I2 + 2P + 6H2O → 2PI3 + 6H2O → 6HI + 2H3PO 3

## Reacciones y aplicaciones
El HI sufrirá oxidación si entra en contacto con el dioxígeno gaseoso del aire, de acuerdo con la siguiente fórmula:
4HI + O2 → 2H2O + 2I2

HI + I2 → HI3
El HI3 es color café oscuro.
Así como el HBr y el HCl, el HI se adiciona a los alquenos:
- HI + H2C=CH2 → H3CCH2I

El HI es además utilizado en química orgánica para convertir alcoholes primarios en halogenoalcanos. Esta reacción es una sustitución SN2, en la cual el ion yoduro reemplaza el "activado" grupo hidroxilo (agua). El HI es preferido sobre otros haluros de hidrógeno debido a que el ion yoduro es un mejor nucleófilo que el bromuro o el cloruro, por lo que la reacción puede llevarse a cabo a una velocidad razonable y sin exceso de calor. Esta reacción también tiene lugar en los alcoholes secundarios y terciarios, pero la sustitución ocurre a través de un mecanismo SN1.
El HI también puede ser usado para disociar éteres en los compuestos organoyodados y los alcoholes, en una reacción similar a la sustitución en los alcoholes. Este tipo de división es significativo ya que puede ser usado para convertir un éter químicamente estable e inerte en una especie más reactiva. En el siguiente ejemplo, el éter etílico es disociado en etanol y yoduro de etilo. La reacción es regio selectiva, como yoduro tiende a atacar el éter de carbón con menos dificultad estéricamente.
El HI está sujeto a la misma regla de Markownikoff y las directrices anti-Markownikoff, así como en el HCl y el HBr.
El ácido yodhídrico puede ser usado para sintetizar el yoduro de sodio y el yoduro de potasio para incrementar el yoduro contenido en la sal.

## Uso ilegal del ácido yodhídrico

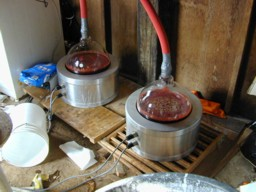
Laboratorio usando el método HI/P.

El ácido yodhídrico figura dentro de la lista I de sustancias de la DEA debido a su utilidad como agente reductor. La reducción del HI y el fósforo rojo se ha convertido en el método más popular para la creación de metanfetamina en los Estados Unidos. El HI reacciona con pseudoefedrina para formar yodo-metafetamina, un intermediario el cual es reducido principalmente de la metafetamina